# Abarema commutata
Abarema commutata és una espècie de llegum del gènere Abarema de la família Fabaceae. Es troba a Guyana, Veneçuela, Surinam i Bolívia. Es limita a un reduït nombre de localitats amb boscos-sabana de muntanya, incloent la Gran Sabana, la serralada Pacaraima, les muntanyes Kanuku i la muntanya Tafelberg.